# Cyprinotus pellucidus
Cyprinotus pellucidus är en kräftdjursart som beskrevs av Sharpe 1897. Cyprinotus pellucidus ingår i släktet Cyprinotus och familjen Cyprididae. Inga underarter finns listade i Catalogue of Life.